# ポール・ビヤ
ポール・ビヤ（フランス語: Paul Biya, 1933年2月13日 - ）は、カメルーンの政治家。1982年より同国の大統領を務めている。2022年9月8日にはイギリスの女王エリザベス2世が96歳で崩御したことにより、90歳で存命する就任中の国家元首の中で、世界最高齢となった。あまり公の場に姿を現さず秘密主義を好み、扱いにくい性格からスフィンクスの異名を持つ。

## 来歴

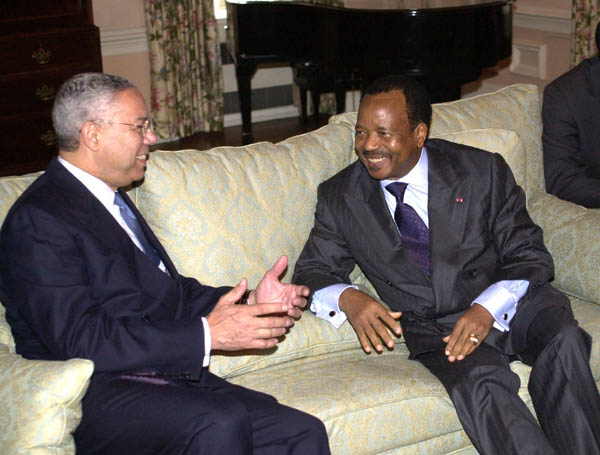
ビヤとアメリカのコリン・パウエル国務長官（2002年9月16日）

ビヤはフランス領カメルーン（当時）南部のムヴォメカ村に生まれた。出生名はポール・バルテレミー・ビヤア・ビ・ムボンド（フランス語: Paul Barthélemy Biya'a bi Mvondo）。かつてはキリスト教カトリックの神学生であった。パリ政治学院で学び、1961年に国際関係論で学位を受けた。
カメルーンに帰国後、アマドゥ・アヒジョ大統領に仕え、1975年に首相に任命された。アヒジョが1982年11月6日に辞任すると、ビヤは大統領になった。アヒジョは辞任後、ビヤと政治的に対立するようになった。アヒジョは1983年に国外追放され、1989年にセネガルのダカールで死亡している。1984年の大統領選挙では対立候補がなく得票率100％で再選。1988年の選挙では単一政党のもとで再び当選、1990年に複数政党制が導入された以降も再選を重ねている。
ビヤは2004年10月11日の選挙で再選された。公式に発表された得票率は75%であるが、選挙には不正があったという指摘もあり、これを理由とする選挙結果に対する反対もなされている。2011年の選挙でも当選し、85歳で臨んだ2018年大統領選挙でも得票率71％で7選。野党は選挙無効を訴えたが、10月19日に憲法評議会が訴えを却下している。2025年までの任期を全うすれば92歳、43年間の長期政権となる。
この頃には健康状態が悪化し、また国内に対する容赦ない弾圧姿勢もあって、仕事で外遊することはほとんどなく、外国への渡航は病気治療のためか、あるいはジュネーブにある豪華なホテルで休暇を過ごすといった私的な理由がメインとなっている。国際的な調査報道プロジェクトである組織犯罪と汚職報道プロジェクト (OCCRP)によれば、この『旅行する大統領』は国外の私的滞在が累計で4年半にも及んでいる。
2024年7月9日には、4つの選挙（大統領、下院議会議員、市議会議員、地方圏議員）が集中する2025年の日程を軽くするためとして下院議会議員の任期を2025年3月10日から2026年3月30日まで1年間延長する法律を与党の賛成多数で可決させたが、野党からはビヤが生涯大統領で居続けられるための策略であると批判された。
2024年9月に中華人民共和国の北京で開催された中国・アフリカ協力フォーラムの首脳会合へ出席した後にスイスのジュネーブへと移動し、以降は公の場に姿を現さなくなった。同年10月9日には大統領の体調を論ずることは国家安全保障上の問題があるとして報道で論述することを禁じた上で、国土管理相が各州知事に対して監視を行うよう命じた。
2025年7月、同年10月に予定されている大統領選挙に出馬する意向を明らかにした。

## 強権姿勢に対する批判
ビヤは反対者に対して強硬な姿勢をとると一部からは批判されており、またしばしば国民に対して超然としていると非難されている。ビヤはカメルーンの英語使用者（かつて英国植民地だったカメルーンの地域の住民）からも「社会的少数者を孤立させる政策を採り、抑圧的である」と強く非難されている。ビヤに対するもっとも強い反対はこの地方からなされている。
また、サッカーカメルーン代表引退を発表していたロジェ・ミラを自らチームに呼び戻すなど、サッカーを政権への不満逸らしに利用。1992年の総選挙に際しては反対勢力が10月11日の大規模ストライキを予告していたが、ビヤは、同月10日開催のFIFAワールドカップ最終予選最終節・カメルーン対ジンバブエにおけるカメルーンの勝利及び同国の本大会出場権獲得に乗じて、翌11日を国民の休日にすると宣言。ビヤの目論見通りストライキは取り止められた。
かつて大統領事務総長としてビヤに仕えたタイタス・エドゾアは2018年に出版した著書『カメルーンよ、祖国のために戦え』の中で、ビヤは気分や噂に応じて暴力とテロを使って自らの協力者を奴隷にし、全国民を服従させたと書いている。エドゾアは1997年の大統領選挙立候補の際に投獄され、17年間の刑に服している。